# Esther Peña Camarero
Esther Peña Camarero, née le 12 juillet 1980, est une femme politique espagnole membre du Parti socialiste ouvrier espagnol (PSOE).
Elle est élue députée de la circonscription de Burgos lors des élections générales de décembre 2015.

## Biographie

### Vie privée
Elle est célibataire.

### Études et profession
Elle réalise ses études supérieures à l'université de Salamanque où elle obtient une maîtrise en sociologie. Elle vit plusieurs années en République dominicaine où elle se passionne pour les enquêtes sociales. Spécialiste en développement local, en services sociaux et en intégration au travail de l'université du Pays basque, elle exerce comme technicienne dans le domaine de l'insertion de jeunes sans emploi sur le marché du travail.

### Premières responsabilités
Inscrite au Jeunesses socialistes de Burgos lors de ses études, elle coopère dans la mise en place de programmes destinés aux femmes. Lors des élections municipales de mai 2007, elle est élue conseillère municipale de Modúbar de la Emparedada ; mandat qu'elle conserve après les élections de mai 2011. Secrétaire à l'Organisation du PSOE de Burgos, elle est choisie, sur cette période, pour siéger à la députation provinciale de Burgos, sur les bancs de l'opposition.
Elle devient secrétaire générale de la fédération socialiste provinciale en février 2015 après avoir remporté les primaires internes avec près de 67 % des voix des militants face à sa concurrente Carmen Hernando. Elle est alors la première femme à accéder à cette responsabilité et succède à Luis Tudanca,.

### Députée nationale
Dans l'optique des élections générales de décembre 2015, elle est investie tête de liste du parti dans la circonscription de Burgos, en remplacement de Luis Tudanca qui avait conduit la liste quatre ans plus tôt,. En remportant 20,69 % des suffrages, sa liste obtient un des trois mandats en jeu dans la circonscription. Faisant son entrée au Congrès des députés, elle siège à la commission de la Santé et des Services sociaux ainsi qu'à la commission de la Défense dont elle est première secrétaire. Elle est également choisie pour remplir les fonctions de porte-parole titulaire de son parti à la commission de l'Emploi et de la Sécurité sociale.
Elle conserve son mandat après la tenue du scrutin législatif anticipé de juin 2016 et défend une « abstention minimum technique » afin de permettre l'investiture du candidat conservateur, Mariano Rajoy, à la présidence du gouvernement central tout en montrant le refus des socialistes d'investir celui-ci ; soulignant que les militants de la province de Burgos se sont majoritairement exprimés contre tout soutien à Rajoy. Conservant ses responsabilités parlementaires, elle intègre la députation permanente comme membre suppléante après le retour de Pedro Sánchez au secrétariat général du PSOE, en juillet 2017. Elle est réélue secrétaire générale du PSOE de Burgos en septembre suivant. En juin 2018, après l'adoption de la motion de censure contre le gouvernement de Mariano Rajoy et la formation de l'exécutif de Pedro Sánchez, elle est sélectionnée pour entrer à la direction du groupe parlementaire au poste de secrétaire générale adjointe, sous l'autorité de la porte-parole, Adriana Lastra, et du secrétaire général, Rafael Simancas.